# Neurotransmetteur
Les neurotransmetteurs, ou neuromédiateurs, sont des composés chimiques libérés par les neurones (et parfois par les cellules gliales) agissant sur d'autres neurones, appelés neurones postsynaptiques, ou, plus rarement, sur d'autres types de cellules (comme les cellules musculaires et les cellules gliales comme les astrocytes).
Les neurotransmetteurs sont stockés au niveau de l'élément présynaptique dans des vésicules. Le contenu de ces vésicules est libéré (de 1 000 à 2 000 molécules en moyenne) dans l'espace synaptique au moment de l'arrivée d'un potentiel d'action. Là, les molécules diffusent vers les récepteurs transmembranaires localisés dans la membrane du neurone post-synaptique. Selon la nature du neurotransmetteur, l'élément postsynaptique aura comme réponse un potentiel postsynaptique inhibiteur (glycine, GABA) ou excitateur (glutamate, acétylcholine), s'opposant à, ou favorisant respectivement la naissance d'un potentiel d'action dans le neurone postsynaptique.

## Critères
En règle générale, un neuromédiateur désigne une molécule qui possède les propriétés suivantes :
- être présente et stockée dans des vésicules au niveau des terminaisons présynaptiques ;
- être synthétisée dans l'élément présynaptique (nécessité de précurseurs et d'enzymes spécifiques) ;
- être libérée dans la fente synaptique en réponse à une stimulation de l'élément présynaptique, de façon dépendante ou non des ions calcium ;
- avoir des récepteurs spécifiques postsynaptiques ionotropes ou métabotropes modifiant la polarité transmembranaire, ou provoquant un shunting ;
- avoir un moyen de dégradation (comme l'acétyl-cholinestérase au niveau de la jonction neuro-musculaire) ou de recapture pour être inactivée au niveau présynaptique ou glial (astrocytes, par exemple) et ce afin de mettre fin à l'excitation.

## Catégories de neurotransmetteurs
Les neurotransmetteurs sont divisés en plusieurs catégories :
- les monoamines : sont synthétisées à partir d'un acide aminé :
  - les catécholamines sont dérivées de la tyrosine : dopamine, noradrénaline, adrénaline (noradrénaline et adrénaline sont des termes d'origine latine, mais on peut aussi entendre les termes norépinephrine et épinephrine, qui sont les noms d'origine grecque),
  - la sérotonine (5-HT) qui dérive du tryptophane,
  - le GABA dérivé de l'acide glutamique,
  - l'histamine dérivée de l'histidine ;
- les endorphines, molécules similaires aux opiacés ;
- les acides aminés : acide glutamique, acide aspartique, glycine ;
- substances chimiques diverses : acétylcholine, adénosine, anandamide.

## Neuromédiateur
Un neuromédiateur est libéré dans l'environnement neuronal et crée une « ambiance » chimique influant sur le fonctionnement du neurone.
Le monoxyde d'azote est un neuromédiateur unique en son genre puisqu'il s'agit d'un gaz soluble, toxique lorsqu'il est inhalé en excès. Il a la particularité de pouvoir parcourir le neurone à la fois de façon antérograde mais aussi rétrograde (de post-synaptique à pré-synaptique). Au niveau synaptique, il est produit par l'activation de la NO synthase (NOS).
Les neuropeptides ne sont pas des neurotransmetteurs. Par définition, un neurotransmetteur est une substance synthétisée et libérée dans la fente synaptique. Les neuropeptides, comme leur nom l'indique, sont synthétisés, comme les protéines dans le soma et ensuite transmises par les flux neuronaux à travers le neurone. Une forte libération d'une neuropeptide provoquera une déplétion. Le soma ne resynthétisera que lorsqu'il sera informé de cette déplétion. Il se passera beaucoup de temps ainsi entre une déplétion et le remplissage des stocks. VIP, substance P, neuropeptide Y, somatostatine, vasopressine, angiotensine II, ocytocine, gastrine, cholécystokinine, thyrotropine, insuline, glucagon, calcitonine, neurotensine et bradykinine sont des neuropeptides.

## Hormones
Beaucoup de substances utilisées comme les hormones (insuline, glucagon, etc.) dans l'organisme deviennent des neurotransmetteurs dans le système nerveux central. Inversement, les neurohormones sont sécrétées comme les neurotransmetteurs et agissent comme une hormone.

## Activation
Les neuromédiateurs sont activés par les besoins de l'organisme et sont responsables des émotions ressenties : joie, de peine, de colère ou de peur, ou  le stress.
À l’écoute d’un air, d’une chanson ou de la musique en général, notre cerveau réagit et peut nous provoquer une sensation de satisfaction ou de plénitude.